# لادا فوندروفا
لادا فوندروفا (من مواليد 6 سبتمبر 1999) هي لاعبة ألعاب قوى تشيكية متخصصة في سباقات السرعة فازت بالعديد من الألقاب الوطنية التشيكية. تنافست في أولمبياد طوكيو 2020 في 400 متر، حيث حققت أفضل رقم شخصي قدره 51.14 ثانية. في بطولة الفرق الأوروبية لألعاب القوى 2023، تنافست في 200 متر، حيث احتلت المركز الحادي عشر في الترتيب العام بزمن قدره 23.44 ثانية. في وقت لاحق من نفس اليوم، ساعدت فريق تتابع مختلط 4 × 400 متر للفوز برقم قياسي وطني جديد قدره 3:12.34، بتحسن قدره 2.5 ثانية عن السابق. في وقت لاحق من نفس العام، تنافست في بطولة العالم لألعاب القوى 2023، في سباق 4 × 400 متر تتابع مختلط بالإضافة إلى الفردي 400 متر. والفريق المكون من ماتيج كرسيك، تيريزا بيترزيلكوفا، باتريك شورم احتل المركز الثالث في الجولة الثانية وسيستمر في الحصول على الميدالية البرونزية في النهائي، مع تحسين إضافي. زمن قياسي وطني قدره 3:11.98. في 400 متر فردي، قامت فوندروفا بتحسين أفضل ما لديها إلى 50.92 ثانية في التصفيات. ستحتل المركز التاسع عشر في الدور قبل النهائي، ولن تتأهل إلى النهائي.